# Parnassius loxias
Parnassius loxias är en fjärilsart som beskrevs av Rudolf Püngeler 1901. Parnassius loxias ingår i släktet Parnassius och familjen riddarfjärilar. Inga underarter finns listade i Catalogue of Life.

## Bildgalleri

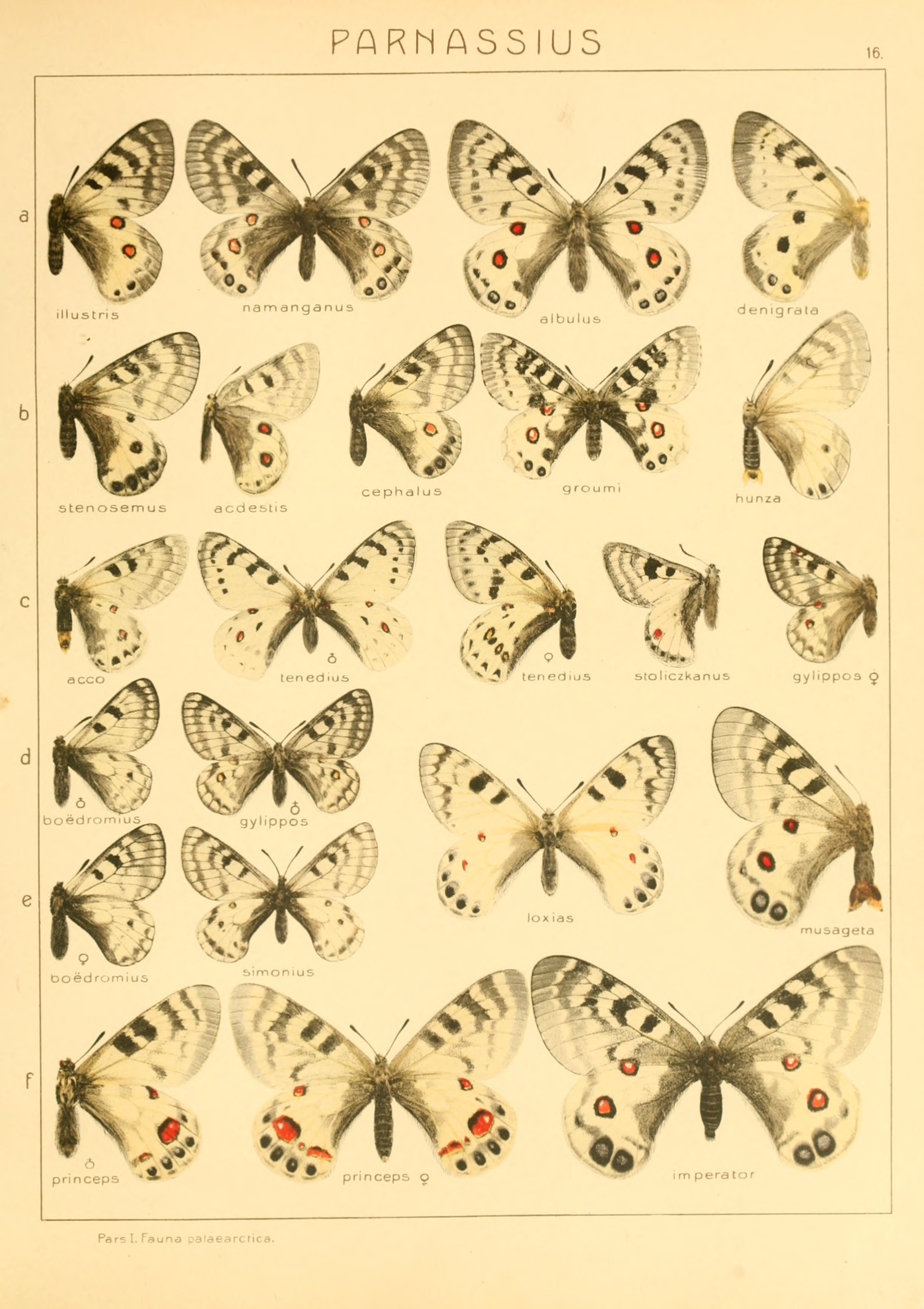